# Tryphon bilineolatus
Tryphon bilineolatus är en stekelart som beskrevs av Joseph Kriechbaumer 1897. Tryphon bilineolatus ingår i släktet Tryphon och familjen brokparasitsteklar. Inga underarter finns listade i Catalogue of Life.